# Yang Yong-hi
Yang Yong-hi (ヤ ン · ヨ ン ヒ), née le 11 novembre 1964 à Ikuno-ku (à Osaka, Japon), est une réalisatrice sud-coréenne d'origine japonaise (ou zainichi).

## Filmographie sélective
- 2005 : Dear Pyongyang
- 2009 : Sona, the Other Myself (aussi scénariste et monteuse)
- 2012 : Our Homeland (かぞくのくに, Kazoku no kuni?) (aussi scénariste)
- 2021 : Soup and Ideology (スープとイデオロギー, Sūpu to ideorogī?)[1]

## Récompenses et distinctions
Son film Our Homeland (かぞくのくに, Kazoku no kuni), sorti en 2012, est sélectionné comme entrée japonaise pour l'Oscar du meilleur film en langue étrangère à la 85e cérémonie des Oscars.